# Acraea albomaculata
Acraea albomaculata är en fjärilsart som beskrevs av Gustav Weymer 1892. Acraea albomaculata ingår i släktet Acraea och familjen praktfjärilar. Inga underarter finns listade i Catalogue of Life.